# Fernando Raposo

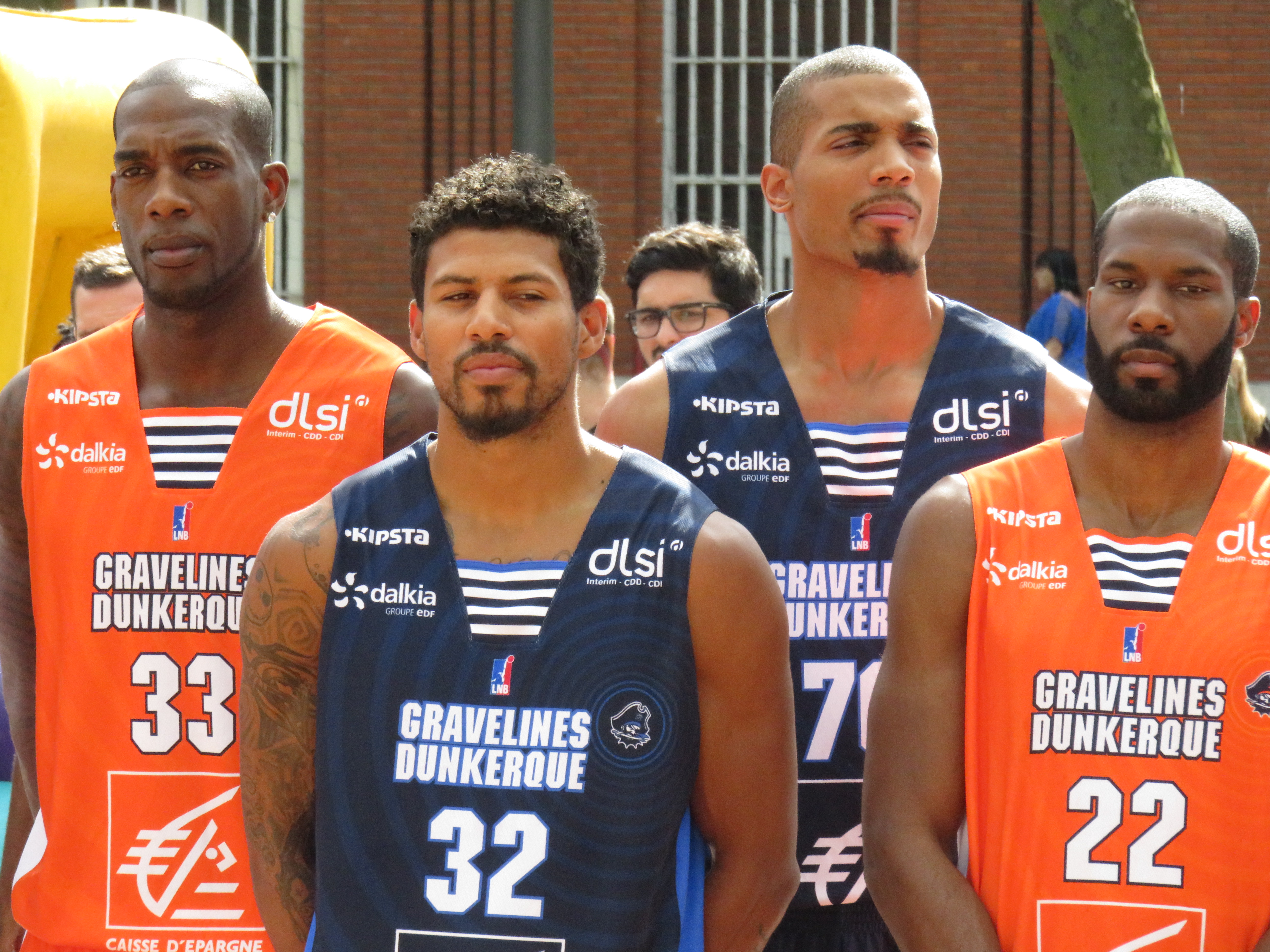
Raposo (Zweiter von rechts) im Jahr 2016.

Fernando Joy Raposo Laurencio (* 7. Juli 1989 in Stuttgart) ist ein ehemaliger französischer Basketballspieler deutscher Herkunft und kamerunischer sowie portugiesischer Abstammung.

## Laufbahn
Raposo wurde in Stuttgart als Sohn deutscher Eltern (die Mutter ist kamerunischstämmig, der Vater portugiesischstämmig) geboren. Er besaß die deutsche Staatsangehörigkeit, legte diese aber später ab, um die französische anzunehmen. Er besitzt auch die kamerunische und portugiesische Staatsangehörigkeit. Bis zu seinem 14. Lebensjahr lebte er in Deutschland. Er spielte Basketball in Ludwigsburg und zog dann auf Vermittlung von Narcisse Ewodo nach Frankreich, wo er in der Jugendabteilung von Pau-Orthez spielte. Im Spieljahr 2007/08 gab er seinen Einstand in der ersten französischen Liga. Im Sommer 2009 nahm der 2,06 Meter große Innenspieler mit der U20-Nationalmannschaft Frankreichs an der Europameisterschaft dieser Altersklasse teil und erzielte während des Turniers im Schnitt 7,8 Punkte sowie 8,3 Rebounds pro Begegnung.
Auf Vereinsebene wechselte Raposo 2010 von Pau-Orthez zum Zweitligisten SO Maritime Boulogne (Stade Olympique Maritime Boulonnais), wo er bis 2012 blieb. Von 2012 bis 2015 stand er beim Erstligaklub Entente Orleans 45 unter Vertrag. In der Saison 2015/16 spielte er bei JSF Nanterre (ebenfalls erste Liga), gefolgt von zwei Jahren bei einem weiteren Erstligisten, BCM Gravelines Dunkerque. In der Sommerpause 2018 wechselte Raposo innerhalb der Liga zu Olympique d’Antibes. Im Dezember 2020 wechselte er erneut nach Orléans. Dort spielte er noch kurzzeitig und beendete 2021 nach einer Verletzung seine Laufbahn.
Anfang Dezember 2023 kehrte Raposo als Spieler in den Leistungsbasketballsport zurück, er schloss sich dem französischen Drittligisten STB Le Havre an.